# Dansk Botanisk Arkiv
Dansk Botanisk Arkiv — датский научный журнал (серия монографий) по ботанике, выпускавшийся Датским ботаническим обществом. Существовал в период с 1913 по 1980 год.
Статьи были написаны на датском, немецком, английском и французском языках. Латинский вариант названия журнала, Res Botanicae Danicae, был напечатан на первой странице некоторых выпусков.
В 1980 году был объединен с Botaniska Notiser Supplement под названием Opera Botanica, которое с тех пор является серией монографий Nordic Journal of Botany.